# Antonio Sánchez Moguel
Antonio Sánchez Moguel (Medina Sidonia, 4 de junio de 1847-Madrid, 15 de febrero de 1913) fue un filólogo, historiador y académico español.

## Biografía
Ocupó cargos de importante relevancia, como el de oficial del Archivo General de Indias y de los Ministerios de la Gobernación y de Gracia y Justicia. Fue asimismo Catedrático de Literatura general y española en la Universidad Central y decano de la Facultad de Filosofía.
Elegido miembro de la Real Academia de la Historia el 29 de febrero de 1884, tomó posesión el 8 de diciembre de 1888. Poco después fue presidente de la sección de Ciencias Históricas en el Ateneo de Madrid.
Fue catedrático de la Universidad de Zaragoza y de la Universidad Central de Madrid.
Como político, Sánchez Moguel fue Senador designado por la Real Academia de la Historia durante la legislatura de 1911 a 1914. Falleció en Madrid el 15 de febrero de 1913.

## Obras
Publicó diversos libros y disertaciones relativas a la historia y el regionalismo. Entre sus obras podemos destacar:
- "El lenguaje de Santa Teresa de Jesús. Juicio comparativo con los de San Juan de la Cruz y otros clásicos de la época"
- "Memoria acerca de El Mágico prodigioso de Calderon: y en especial sobre las relaciones de este drama con el Fausto, de Goethe"
- "Las conferencias americanistas: discurso resumen de D. Antonio Sanchez Moguel, leído el 19 de junio de 1892"
- "Doña Concepción Arenal en la ciencia jurídica, sociológica y en la literatura"
- "España y América: estudios históricas y literarios"
- "Alejandro Herculano de Carvalho: estudio crítico-histórico leído ante la Real Academia de la Historia en la junta pública celebrada el día 31 de mayo de 1896".
- Historiadores de Sevilla (manuscrito de 1872, publicado en 2010 por el Ayuntamiento de Sevilla).